# 홍성 복한 효자비
홍성 복한 효자비(洪城 卜僩 孝子碑)는 충청남도 홍성군 금마면 신곡리에 있는 조선시대의 효자비이다. 1995년 10월 7일 충청남도의 문화재자료 제339호로 지정되었다.

## 개요
조선 전기의 문신인 복한 선생의 효행을 기리고 있는 비이다.
복한(1350∼1427)은 고려 개국공신인 복지겸의 19대 손이며, 고려 후기의 충신이었던 복위룡의 아들이다. 어려서부터 경학에 밝았으며, 세종조 때에는 사헌부 감찰을 지내기도 하였다. 77세의 나이로 생을 마감하였다.
비각 안에 보호되어 있는 비는 표면에 새긴 조각양식이 독특하다. 비에는 단종 1년(1453)에 그의 효행을 담은 효자첩이 중국 대륙에까지 퍼져 세계 만방에 효자로 칭찬을 받았다는 내용을 적고 있다.
세조 4년(1458) 지극한 효성으로 부모를 섬긴 그의 효행을 후세에 전하고자 세운 비이다.

## 참고 자료
- 홍성 복한 효자비 - 국가유산청 국가유산포털